# Estercobilinógeno
El estercobilinógeno o urobilinógeno fecal es un metabolito incoloro con estructura de tetrapirrol cuya fórmula molecular es C33H48N4O6. Se obtiene como consecuencia de la digestión de la bilis, y procede principalmente de la deconjugación y la reducción de la bilirrubina por parte de las bacterias de la flora intestinal.
Su oxidación conduce a la formación de estercobilina, producto responsable de la coloración de las heces.